# Neostenotarsus scissistylus
Neostenotarsus scissistylus là một loài nhện trong họ Theraphosidae.
Loài này thuộc chi Neostenotarsus. Neostenotarsus scissistylus được miêu tả năm 2002 bởi Tesmoingt & Joachim Schmidt.